# Bindungsstörung
Die Bindungsstörungen gehören nach der ICD-10-Klassifikation zu einer Gruppe gestörter sozialer Funktionen. Man unterscheidet zwei Formen, die gehemmte und die ungehemmte Form.

## Symptome und Beschwerden

### Reaktive Bindungsstörung des Kindesalters, auch „gehemmte Form“ (ICD-10 F94.1)
- Störungen der sozialen Funktionen:
  - Abnormes Beziehungsmuster zu Betreuungspersonen mit einer Mischung aus Annäherung und Vermeidung sowie Widerstand gegen Zuspruch,
  - Eingeschränkte Interaktion mit Gleichaltrigen,
  - Beeinträchtigung des sozialen Spielens,
  - Gegen sich selbst und andere gerichtete Aggression
- Emotionale Auffälligkeiten:
  - Furchtsamkeit,
  - Übervorsichtigkeit,
  - Unglücklichsein,
  - Mangel an emotionaler Ansprechbarkeit,
  - Verlust/Mangel an emotionalen Reaktionen,
  - Apathie,
  - „frozen watchfulness“ („eingefrorene Wachsamkeit“)[1]

Nach der Definition sollten die Störungen der sozialen und emotionalen Reaktionen in verschiedenen Situationen bemerkbar sein.

### Bindungsstörung des Kindesalters mit Enthemmung, auch „ungehemmte Form“ (ICD-10 F94.2)
- Störungen der sozialen Funktionen (hierbei sind die ersten vier identisch mit denen des Typs F94.1):
  - Abnormes Beziehungsmuster zu Betreuungspersonen mit einer Mischung aus Annäherung und Vermeidung sowie Widerstand gegen Zuspruch,
  - Eingeschränkte Interaktion mit Gleichaltrigen,
  - Beeinträchtigung des sozialen Spielens,
  - Gegen sich selbst und andere gerichtete Aggressionen
- Zusätzlich zum Typ F94.1 können beim Typ F94.2 die folgenden Symptome auftreten:
  - Nicht-selektives Bindungsverhalten mit wahlloser Freundlichkeit und Distanzlosigkeit,
  - Gleichförmige Interaktionsmuster gegenüber Fremden,
  - Inadäquate Reaktionen auf Beziehungsangebote von Bezugspersonen

Emotionale Auffälligkeiten stehen nicht im Vordergrund; gleichwohl können diese ggf. ebenfalls vorkommen.

## Ursachen
Es gibt viele Ursachen, die Bindungsstörungen bei Kindern auslösen können. Einige auslösende Faktoren können sein:
- Frühgeburt
- In-Utero-Trauma, wie z. B. Alkoholembryopathie oder durch Drogenmissbrauch der Mutter
- Misshandlungen oder Vernachlässigung in den ersten drei Lebensjahren[2][3]
- Emotional gleichgültige Pflegeperson z. B. durch postnatale Depression der Mutter
- Trennung von Mutter, Vater oder Pflegeeltern
- Wechselnde Pfleger
- Sexuelle Misshandlung
- Häufige Krankenhausaufenthalte, schmerzhafte medizinische Eingriffe oder chronische Schmerzen[4]

Die Bindungsstörung mit Enthemmung entwickelt sich häufig im fünften Lebensjahr aus Verwahrlosung und emotionaler Vernachlässigung. Ein Erklärungsmodell ist die Bindungstheorie von John Bowlby. Bowlby geht davon aus, dass eine zwischenmenschliche Bindung ein wichtiger Schritt der menschlichen Entwicklung ist.

## Verbreitung
Die reaktive Bindungsstörung (ICD 10-F94.1) tritt besonders bei jüngeren Kindern auf. Die Bindungsstörung mit Enthemmung (ICD 10-F94.2) entwickelt sich in der Regel aus der erstgenannten Störung im fünften Lebensjahr.
Die Vernachlässigung stellt die am häufigsten vorkommende Kindesmisshandlung mit den gravierendsten langfristigen Auswirkungen dar.

## Differentialdiagnose
Für die Diagnose „Bindungsstörung“ müssen bestimmte andere Störungen ausgeschlossen sein, zum Beispiel psychosoziale Probleme als Folge von sexueller oder körperlicher Misshandlung im Kindesalter und körperliche Probleme infolge von Misshandlung.
Wichtig ist auch die Unterscheidung vom frühkindlichen Autismus, vom Asperger-Syndrom, von kognitiver Behinderung, von der schizoiden Persönlichkeitsstörung, von der Anpassungsstörung sowie von bestimmten Formen der Schizophrenie. Bei beiden Formen der Bindungsstörung ist das Sprachvermögen anders als beim frühkindlichen Autismus intakt. Da das Sprachvermögen auch beim Asperger-Syndrom gegeben ist, muss die Unterscheidung durch Anamnese der Vorgeschichte erfolgen. Bindungsstörungen sind sozial erworben. Störungen im autistischen Bereich sind gemäß vielen Hinweisen genetisch bedingt. Im Unterschied zur kognitiven Behinderung ist die Intelligenz wie üblich ausgeprägt und es kommt nicht zu Wahnvorstellungen wie bei der Schizophrenie.

## Behandlung
Bei der Behandlung von reaktiven Bindungsstörungen scheiden Psychotherapiemöglichkeiten meist aus. Vor allem sind Psychotherapien ohne Einbeziehung der erwachsenen Bezugspersonen nicht hilfreich. Bei kleinen Kindern können Spieltherapien unter Einbeziehung der erwachsenen Bezugsperson im Einzelfall als unterstützende Maßnahme eingesetzt werden. Wichtig ist es, dem Kind ein stabiles und förderndes Umfeld zu schaffen. Aufgrund der enormen Herausforderungen, die ein Kind mit reaktiver Bindungsstörung an die erwachsenen Bezugspersonen stellen kann, ist es sinnvoll, den Bezugspersonen fachkompetente Beratung und Unterstützung zukommen zu lassen. Zusätzlich kann bei besonders regellosem bzw. aggressivem Verhalten eine medikamentöse Behandlung hilfreich sein. Auch eine stationäre Aufnahme in (intensiv-)therapeutischen Wohngruppen kann nötig sein, um den Kindern die benötigte professionelle Hilfe zukommen zu lassen.

## Studie
Eine britische Studie an rumänischen Adoptivkindern mit unterschiedlich langer Deprivationsdauer kommt zu folgenden Ergebnissen: Unter den rumänischen Kindern mit langer Deprivationsdauer vor der Adoption lag die Häufigkeit schwerer Bindungsstörungen im Alter von sechs Jahren bei 30 %.